# Yannick Maden
Yannick Maden (Stuttgart, 28 oktober 1989) is een Duitse tennisser. Hij won nog geen ATP-toernooien. Hij nam wel reeds deel aan een grandslamtoernooi.

## Resultaten grote toernooien
| Legenda | Legenda                          |
| ------- | -------------------------------- |
| g.t.    | geen toernooi gehouden           |
| l.c.    | lagere categorie                 |
| –       | niet deelgenomen                 |
| G       | uitgeschakeld in de groepsfase   |
| 1R      | uitgeschakeld in de eerste ronde |
| 2R      | uitgeschakeld in de tweede ronde |
| 3R      | uitgeschakeld in de derde ronde  |
| 4R      | uitgeschakeld in de vierde ronde |
| KF      | uitgeschakeld in de kwartfinale  |
| HF      | uitgeschakeld in de halve finale |
| F       | de finale verloren               |
| W       | het toernooi gewonnen            |
| w-v     | winst/verlies-balans             |

### Enkelspel
| grandslamtoernooien  |      |      |
| Australian Open      | –    | –    |
| Roland Garros        | –    | 2R   |
| Wimbledon            | 1R   |      |
| US Open              | –    |      |
| olympisch            |      |      |
| Olympische Spelen    | g.t. | g.t. |
| statistieken         |      |      |
| totaal aantal titels | 0    | 0    |
| eindejaarsranking    |      |      |